# Pedro Santana
Pedro Santana y Familias, 1.º Marquês de Las Carreras (Hinche, 29 de junho de 1801 - Santo Domingo, 14 de junho de 1864) foi um abastado pecuarista, soldado, político e ditador da República Dominicana. 

## Vida
Nasceu na comunidade de Hinche (que então pertencia a Colônia de Santo Domingo, atualmente pertence ao Haiti).
Como presidente da junta que estabeleceu a Primeira República Dominicana, um precursor para o cargo de presidente da República Dominicana, e como o primeiro presidente da república na linha de sucessão moderna. Um monarquista tradicional que gostava da Monarquia da Espanha e do Império Espanhol, ele governou como governador-geral, mas efetivamente como um ditador autoritário. Durante sua vida, ele desfrutou do título de "Libertador de la Patria".

Santana foi um defensor vitalício da revolta dominicana contra a ocupação haitiana e um notável general durante a Guerra de Independência Dominicana (1844-1856). Ao contrário de muitos de seus adversários políticos que queriam finalmente estabelecer um Estado dominicano independente, Santana procurou reintegrar Hispaniola ao Império Espanhol. Ele supervisionou o restabelecimento da Capitania Geral de Santo Domingo, bem como o exílio e prisão de vários dissidentes separatistas e nacionalistas notáveis que haviam sido seus companheiros durante a guerra da independência. Sob pressão crescente da oposição, que vinha organizando um golpe de Estado, ele foi forçado a renunciar ao cargo. Ele morreu durante a Guerra da Restauração Dominicana, após a qual o país recuperou sua independência.